# Dryobalanops aromatica
Dryobalanops aromatica là một loài thực vật có hoa trong họ Dầu.